# Szingapúr az 1996. évi nyári olimpiai játékokon
Szingapúr az egyesült államokbeli Atlantában megrendezett 1996. évi nyári olimpiai játékok egyik részt vevő nemzete volt. Az országot az olimpián 6 sportágban 14 sportoló képviselte, akik érmet nem szereztek.

## Asztalitenisz
Női
| Versenyző     | Versenyszám | Csoportkör                                                                         | Csoportkör | Nyolcaddöntő                         | Negyeddöntő       | Elődöntő          | Döntő             | Helyezés |
| Versenyző     | Versenyszám | Ellenfél Eredmény                                                                  | Hely.      | Ellenfél Eredmény                    | Ellenfél Eredmény | Ellenfél Eredmény | Ellenfél Eredmény | Helyezés |
| ------------- | ----------- | ---------------------------------------------------------------------------------- | ---------- | ------------------------------------ | ----------------- | ----------------- | ----------------- | -------- |
| Jing Jun Hong | Egyes       | J csoport · Petra Cada (CAN) · 2:0 · Xu Jing (TPE) · 2:0 · Kim Hjangmi (PRK) · 2:1 | 1.         | Qiao Hong (CHN) · 9–21, 12–21, 14–21 | kiesett           | kiesett           | kiesett           | 9.       |

## Atlétika
Férfi
| Versenyző     | Versenyszám | Selejtező                | Selejtező                | Döntő    | Döntő    |
| Versenyző     | Versenyszám | Eredmény                 | Helyezés                 | Eredmény | Helyezés |
| ------------- | ----------- | ------------------------ | ------------------------ | -------- | -------- |
| Wong Yew Tong | Magasugrás  | érvényes kísérlet nélkül | érvényes kísérlet nélkül | kiesett  | kiesett  |

Női
| Versenyző     | Versenyszám | Eredmény | Helyezés |
| ------------- | ----------- | -------- | -------- |
| Yvonne Danson | Maraton     | 2:39:18  | 38.      |

## Sportlövészet
Férfi
| Versenyző    | Versenyszám | Selejtező | Selejtező | Döntő   | Döntő    |
| Versenyző    | Versenyszám | Pont      | Helyezés  | Pont    | Helyezés |
| ------------ | ----------- | --------- | --------- | ------- | -------- |
| Lee Wung Yew | Trap        | 119       | 20.*      | kiesett | kiesett  |

* - tíz másik versenyzővel azonos eredményt ért el

## Tollaslabda
| Versenyző        | Versenyszám | Selejtező                          | 32-es főtábla                         | Nyolcaddöntő      | Negyeddöntő       | Elődöntő          | Döntő             | Helyezés |
| Versenyző        | Versenyszám | Ellenfél Eredmény                  | Ellenfél Eredmény                     | Ellenfél Eredmény | Ellenfél Eredmény | Ellenfél Eredmény | Ellenfél Eredmény | Helyezés |
| ---------------- | ----------- | ---------------------------------- | ------------------------------------- | ----------------- | ----------------- | ----------------- | ----------------- | -------- |
| Zarinah Abdullah | Női egyes   | Olena Nozdrany (UKR) · 11–3, 11–10 | Kelly Morgan (GBR) · 9–12, 11–0, 3–11 | kiesett           | kiesett           | kiesett           | kiesett           | 17.      |

## Úszás
Férfi
| Versenyző                                 | Versenyszám            | Előfutam | Előfutam | Előfutam | Döntő   | Döntő   | Döntő   | Helyezés |
| Versenyző                                 | Versenyszám            | Idő      | Hely.    | Össz.    | Típus   | Idő     | Hely.   | Helyezés |
| ----------------------------------------- | ---------------------- | -------- | -------- | -------- | ------- | ------- | ------- | -------- |
| Sng Ju Wei                                | 50 m gyors             | 25,04    | 7.       | 58.      | kiesett | kiesett | kiesett | kiesett  |
| Sng Ju Wei                                | 100 m gyors            | 53,50    | 7.       | 57.      | kiesett | kiesett | kiesett | kiesett  |
| Sng Ju Wei                                | 200 m gyors            | 1:55,51  | 5.       | 37.      | kiesett | kiesett | kiesett | kiesett  |
| Sng Ju Wei                                | 400 m gyors            | 4:12,24  | 7.       | 33.      | kiesett | kiesett | kiesett | kiesett  |
| Gerald Koh Desmond Koh Sng Ju Wei PJ Thum | 4 × 200 m gyorsváltó   | 7:54,19  | 6.       | 15.      | kiesett | kiesett | kiesett | kiesett  |
| PJ Thum                                   | 100 m pillangó         | 57,07    | 5.       | 53.      | kiesett | kiesett | kiesett | kiesett  |
| PJ Thum                                   | 200 m pillangó         | 2:07,00  | 8.       | 41.      | kiesett | kiesett | kiesett | kiesett  |
| Gerald Koh                                | 100 m hát              | 1:00,29  | 6.       | 46.      | kiesett | kiesett | kiesett | kiesett  |
| Gerald Koh                                | 200 m hát              | 2:09,86  | 3.       | 36.      | kiesett | kiesett | kiesett | kiesett  |
| Gerald Koh                                | 200 m vegyes           | 2:11,76  | 8.       | 34.      | kiesett | kiesett | kiesett | kiesett  |
| Desmond Koh                               | 200 m vegyes           | 2:08,99  | 8.       | 32.      | kiesett | kiesett | kiesett | kiesett  |
| Desmond Koh                               | 400 m vegyes           | 4:36,87  | 8.       | 26.      | kiesett | kiesett | kiesett | kiesett  |
| Desmond Koh                               | 100 m mell             | 1:06,97  | 7.       | 40.      | kiesett | kiesett | kiesett | kiesett  |
| Gerald Koh Desmond Koh Sng Ju Wei PJ Thum | 4 × 100 m vegyes váltó | 3:59,51  | 8.       | 23.      | kiesett | kiesett | kiesett | kiesett  |

Női
| Versenyző    | Versenyszám    | Előfutam | Előfutam | Előfutam | Döntő   | Döntő   | Döntő   | Helyezés |
| Versenyző    | Versenyszám    | Idő      | Hely.    | Össz.    | Típus   | Idő     | Hely.   | Helyezés |
| ------------ | -------------- | -------- | -------- | -------- | ------- | ------- | ------- | -------- |
| Joscelin Yeo | 50 m gyors     | 27,51    | 7.       | 44.      | kiesett | kiesett | kiesett | kiesett  |
| Joscelin Yeo | 100 m gyors    | 58,87    | 8.       | 41.      | kiesett | kiesett | kiesett | kiesett  |
| Joscelin Yeo | 200 m gyors    | 2:08,10  | 8.       | 39.      | kiesett | kiesett | kiesett | kiesett  |
| Joscelin Yeo | 100 m mell     | 1:14,90  | 8.       | 40.      | kiesett | kiesett | kiesett | kiesett  |
| Joscelin Yeo | 100 m pillangó | 1:02,71  | 8.       | 24.      | kiesett | kiesett | kiesett | kiesett  |
| Joscelin Yeo | 200 m vegyes   | 2:21,76  | 8.       | 32.      | kiesett | kiesett | kiesett | kiesett  |

## Vitorlázás
Férfi
| Versenyző                 | Versenyszám    | Futam | Futam | Futam | Futam | Futam | Futam | Futam | Futam | Futam | Futam | Futam | Pontszám | Helyezés |
| Versenyző                 | Versenyszám    | 1     | 2     | 3     | 4     | 5     | 6     | 7     | 8     | 9     | 10    | 11    | Pontszám | Helyezés |
| ------------------------- | -------------- | ----- | ----- | ----- | ----- | ----- | ----- | ----- | ----- | ----- | ----- | ----- | -------- | -------- |
| Siew Shaw Her Charles Lim | 470-es osztály | (37)  | (35)  | 32    | 33    | 28    | 31    | 32    | 27    | 28    | 30    | 31    | 272,0    | 35.      |

Női
| Versenyző  | Versenyszám | Futam | Futam | Futam | Futam | Futam | Futam | Futam | Futam | Futam | Futam | Futam | Pontszám | Helyezés |
| Versenyző  | Versenyszám | 1     | 2     | 3     | 4     | 5     | 6     | 7     | 8     | 9     | 10    | 11    | Pontszám | Helyezés |
| ---------- | ----------- | ----- | ----- | ----- | ----- | ----- | ----- | ----- | ----- | ----- | ----- | ----- | -------- | -------- |
| Tracey Tan | Europe      | 26    | (27)  | (27)  | 18    | 26    | 22    | 27    | 27    | 25    | 26    | 27    | 224,0    | 27.      |

Nyílt
| Versenyző | Versenyszám | Futam | Futam    | Futam | Futam | Futam | Futam | Futam | Futam | Futam | Futam | Futam | Pontszám | Helyezés |
| Versenyző | Versenyszám | 1     | 2        | 3     | 4     | 5     | 6     | 7     | 8     | 9     | 10    | 11    | Pontszám | Helyezés |
| --------- | ----------- | ----- | -------- | ----- | ----- | ----- | ----- | ----- | ----- | ----- | ----- | ----- | -------- | -------- |
| Ben Tan   | Laser       | (41)  | (57 PMS) | 34    | 24    | 27    | 35    | 38    | 37    | 39    | 31    | 19    | 284,0    | 36.      |